# Srilankamys ohiensis
Srilankamys ohiensis es una especie de roedor de la familia Muridae. Es la única especie del género Srilankamys.

## Distribución geográfica
Se encuentra sólo en Sri Lanka.